# Warner Music Czech Republic
Warner Music Czech Republic лейбл звукозапису в Чехії. Заснований під назвою Monitor.  EMI купив лейбл в 1994 році і продовжив її під назвою Monitor / EMI s.r.o. Пізніше лейбл був перейменований на EMI Czech Republic s.r.o..У 2013 році лейбл продали Warner Music Group, поряд з іншими EMI лейблами за 487 мільйонів фунтів стерлінгів.